# سنت-آپولین-دو-پاتون، کبک
سَنت-آپُلین-دو-پَتُن (به فرانسوی: Sainte-Apolline-de-Patton) قصبهٔ در منطقه شهری مومانی منطقه شودییر-آپالاش در استان کبک کانادا است. در سرشماری سال ۲۰۱۱ این قصبه ۶۳۸ نفر جمعیت داشته‌است و مساحت آن ۲۵۵٫۷ کیلومتر مربع است.